# Christer Akej
Sven Christer Akej, född 3 december 1955 i Hannas församling i Kristianstads län, är en svensk politiker (moderat). Han var ordinarie riksdagsledamot 2010–2014, invald för Skåne läns norra och östra valkrets.

## Biografi
Från 2001 tills han valdes in i riksdagen var Akej kommunalråd i Simrishamns kommun. Akej har sedan 1982 haft politiska uppdrag inom både kommun och landsting. Han är civilingenjör och utbildad gymnasielärare och har tidigare förutom som lärare även arbetat som rektor.

### Riksdagsledamot
Akej var ordinarie riksdagsledamot 2010–2014. I riksdagen var han ledamot i miljö- och jordbruksutskottet 2013–2014 (dessförinnan suppleant i utskottet från 2010). Han var även suppleant i trafikutskottet 2010–2014.